# Riex
Riex is een plaats en voormalige gemeente in het Zwitserse kanton Vaud.
De plaats telt 300 inwoners en ligt in een streek die bekendstaat als de wijngaardterrassen van Lavaux.

## Geschiedenis
Voor 2008 maakte de gemeente deel uit van het toenmalige district Lavaux. Op 1 januari 2008 werd de gemeente deel van het nieuwe district Lavaux-Oron.
Op 1 januari 2011 fuseerde de gemeente, nadat hierover op 17 mei 2009 een referendum was gehouden, met de gemeentes Cully, Epesses, Grandvaux en Villette tot de nieuwe gemeente Bourg-en-Lavaux.

## Geboren
- Frédéric Fauquex (1898-1976), politicus

## Overleden
- Victor Ruffy (1937-2016), politicus

- Historisch woordenboek van Zwitserland: 002422
- Virtual International Authority File: 234791919
- WorldCat: E39PBJwMxwk8TCBgq6HbBttxjC